# Repejov
Repejov este o comună slovacă, aflată în districtul Medzilaborce din regiunea Prešov. Localitatea se află la altitudinea de 284 m deasupra n.m., se întinde pe o suprafață de 18,32 km2 și în 2017 număra 114 locuitori.

## Istoric
Localitatea Repejov este atestată documentar din 1454.

## Demografie
| An:                | 1994 | 2004    | 2014    | 2024    |
| ------------------ | ---- | ------- | ------- | ------- |
| Număr de persoane: | 211  | 162     | 137     | 101     |
| Diferență:         |      | −23,22% | −15,43% | −26,27% |

| An:                | 2023 | 2024   |
| ------------------ | ---- | ------ |
| Număr de persoane: | 103  | 101    |
| Diferență:         |      | −1,94% |